# Каспер Гямяляйнен
Ка́спер Гямяля́йнен (фін. Kasper Hämäläinen, нар. 8 серпня 1986, Турку) — фінський футболіст, півзахисник клубу ТПС.

## Клубна кар'єра
У дорослому футболі дебютував 2003 року виступами за команду клубу «ТПС», в якій провів шість сезонів, взявши участь у 96 матчах чемпіонату. 
Своєю грою за цю команду привернув увагу представників тренерського штабу клубу «Юргорден», до складу якого приєднався 2010 року. Відіграв за команду з Стокгольма наступні два сезони своєї ігрової кар'єри. Більшість часу, проведеного у складі «Юргордена», був основним гравцем команди.
До складу клубу «Лех» приєднався 2013 року. Наразі встиг відіграти за команду з Познані 10 матчів в національному чемпіонаті.

## Виступи за збірні
У 2008 році залучався до складу молодіжної збірної Фінляндії. На молодіжному рівні зіграв у 16 офіційних матчах.
У 2010 році дебютував в офіційних матчах у складі національної збірної Фінляндії. Наразі провів у формі головної команди країни 63 матчі, забивши 9 голів.

## Титули і досягнення
- Чемпіон Польщі (4):

«Лех»: 2014/15
«Легія»:  2015/16, 2016/17, 2017/18
- Володар Суперкубку Польщі (1):

«Лех»: 2015
- Володар Кубку Польщі (2):

«Легія»:  2015/16, 2017/18